# Ґостареш Фулад
Футбольний клуб Ґостареш Фулад або просто «Ґостареш Фулад» (перс. باشگاه فوتبال گسترش فولاد تبریز) — професіональний іранський футбольний клуб з міста Тебриз. Клуб було засновано в 2008 році. Зараз команда виступає в Іранській Гульф Про Лізі. В сезоні 2012/13 років вони вийшли до Ліги Азадеган. Власник клубу — Мохаммад Реза Зунузі, іранський бізнесмен та економіст. «Ґостареш» — один з небагатьох приватних клубів Ірану.

## Історія

### Заснування
Створений в 2008 році, «Ґостареш» викупив ліцензію «Ніру Заміні», коли вони залишали лігу через фінансові труднощі. До цього клуб виступав у третьому дивізіоні чемпіонату Ірану, посівши перше місце.

### Ліга Азадеган
Незважаючи на досить скромні результати в своєму першому сезоні в Лізі Азадеган, у Кубку Хазфі команда досягла певних успіхів. Команда дійшла до фіналу турніру, перемігши з рахунком 2:0 клуб Іранської Гульф Про Ліги Зоб Ахан. Ця перемога дозволила Ґостарешу зустрітися в фіналі турніру з азійським грандом, Персеполісом. У домашньому поєдинку «Ґостареш» поступився з рахунком 0:1, завдяки єдиному голу нападника «Персеполіса» Шеїза Разаеї, який відзначився на 12-ій хвилині поєдинку. У матчі-відповіді на стадіоні «Азаді» в Тегерані «Ґостареш» поступився з рахунком 1:3, й за сумою двох поєдинків з рахунком 4:1 перемогу святкував «Персеполіс», який і став володарем Кубку Хазфі.
У сезоні 2011/12 років Лука Боначич взяв на очолив клуб, команда до останнього туру змагалася за друге місце в чемпіонаті та змогу зіграти у матчах плей-оф за право підвищитися в класі, проте через гіршу різницю забитих та пропущених м'ячів команда в підсумку посіла лише третє місце та втратила можливість вийти до плей-оф.
У сезоні 2012/13 років новим головним тренером клубу став Расул Хатібі, який змінив тактику гру команди й це, в свою чергу, дозволило «Ґостарешу» автоматично потрапити до Іранської Про Ліги.

### Іранська Гульф Про Ліга
В сезоні 2013/14 років «Ґостареш Фулад» виступаву Іранській Про Лізі. В 1/8 фіналу кубку Хазфі вони поступилися представнику Ліги Азадеган «Санат Нафт». У своєму першому сезоні в вищому дивізіоні національного чемпіонату команда продемонструвала досить пристойний результат, посівши 10-те місце.
Після провального початку сезону 2014/15 років Мехді Тартар був звільнений з посади головного тренера команди, а його замінив Фараз Камальванд, який врятував «Ґостареш» від вильоту до нижчого дивізіону й команда посіла 11-те підсумкове місце.
Під керівництвом Фараза Камальванда «Ґостареш Фулад» у сезоні 2015/16 років фінішував на рекордному для себе 9-му місці в національному чемпіонаті. Влітку 2016 року «Ґостареш» зробив амбіційні заяви та здійснив деякі гучні придбання. Був підписаний бразильський воротар Фернанду ді Жезуш Рібейру з Естеґлал Хузестану, а також колишній гравець загребського «Динамо» та національної збірної Камеруну Матіас Чаго з «Фуладу».

## Досягнення
- Кубок Хазфі
  -  Фіналіст (1): 2009/10
- Ліга Азадеган
  -  Чемпіон (1): 2012/13
- 3-ій дивізіон
  -  Чемпіон (1): 2008/09
- Іранська Про Ліга

Команда року в номінації «Fair play»: 2014/15

### Неофіційні титули
- Кубок МДС:
  -  Володар (1): 2016

## Стадіон
«Боньян Дізель» — основний стадіон клубу «Ґостареш Фулад», який вміщує 12 000 уболівальників. На стадіоні та території комплексу знаходяться два футбольні поля. Головна мета клубу полягає в отриманні категорії А для їх стадіону від АФК. Починаючи з сезону 2014/15 років «Ґостареш Фулад» буде проводити домашні матчі на стадіоні «Боньян Дізель».

## Форма та екіперування
Починаючи з заснування клубу в 2008 році вони використовували виїзну блакитну та білу домашню форми, відповідно до кольорів клубної емблеми. З 2008 по 2014 роки постачальником форми для «Ґостарешу» була німецька компанія Uhlsport, яка також постачала форму для національної збірної Ірану та багатьох інших футбольних клубів Ірану. Починаючи з літа 2014 року новим постачальником форми для клубу стала іспанська компанія Kelme. Після лише одного сезону співпраці з іспанською компанією, «Ґостареш» знову змінив постачальника форми, цього разу новим постачальником стала іранська компанія Merooj.

## Статистика виступів

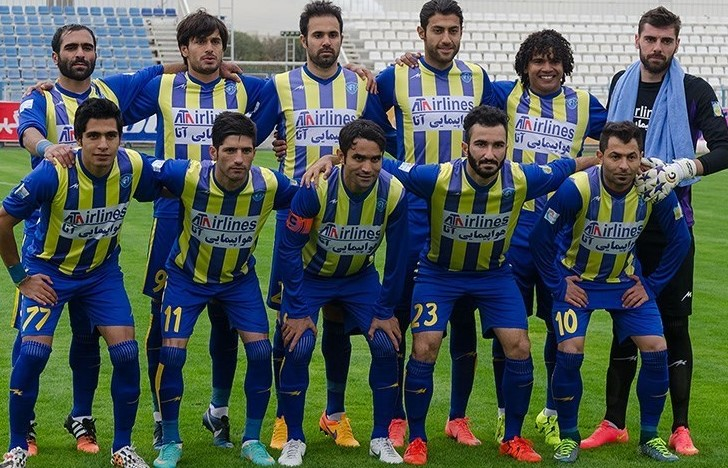
Гравці «Госталеш Фуладу» в 2015 році.

Нижче в таблиці наведені статистичні показники виступів клубу починаючи з 2009 року
| Сезон   | Ліга                    | Місце | Hazfi Cup         | Примітки   |
| ------- | ----------------------- | ----- | ----------------- | ---------- |
| 2008/09 | 3-ій дивізіон           | 1-ше  | Не кваліфікувався | Підвищення |
| 2009/10 | Ліга Азадеган           | 8-ме  | Фінал             |            |
| 2010/11 | Ліга Азадеган           | 3-тє  | 3-ій раунд        |            |
| 2011/12 | Ліга Азадеган           | 9-те  | 1/16 фіналу       |            |
| 2012/13 | Ліга Азадеган           | 1-ше  | Не кваліфікувався | Підвищення |
| 2013/14 | Іранська Гульф Про Ліга | 10-те | 1/8 фіналу        |            |
| 2014/15 | Іранська Гульф Про Ліга | 11-те | 1/8 фіналу        |            |
| 2015/16 | Іранська Гульф Про Ліга | 9-те  | 1/8 фіналу        |            |

## Склад команди
Станом на 9 червня 2016 року.

| №  | Поз. | Нац.     | Гравець                   |
| -- | ---- | -------- | ------------------------- |
| 1  | ВР   | Бразилія | Фернанду ді Жезуш Рібейру |
| 2  | ЗХ   | Іран     | Мосен Хаміді              |
| 4  | ЗХ   | Іран     | Алі МалаеїU-21            |
| 5  | ПЗ   | Бразилія | Мано Батішта да Сильва    |
| 6  | ЗХ   | Іран     | Меран Фарзіят             |
| 7  | НП   | Іран     | Юсеф Сеєді U-21           |
| 8  | ЗХ   | Іран     | Мортеза Асаді (капітан)   |
| 9  | ЗХ   | Іран     | Мохаммад Реза Халатбарі   |
| 10 | НП   | Іран     | Даріуш Шоджаейян          |
| 11 | НП   | Іран     | Мохаммад Амін Дарвіші     |
| 12 | ВР   | Іран     | Курош Малекі              |
| 14 | ЗХ   | Іран     | Мосен Хоссейні            |
| 16 | ПЗ   | Іран     | Аліреза Нагізаде          |
| 17 | ПЗ   | Іран     | Амін Хатібі U-21          |

| №  | Поз. | Нац.     | Гравець                 |
| -- | ---- | -------- | ----------------------- |
| 18 | ПЗ   | Іран     | Сіамак Кунавард         |
| 23 | ЗХ   | Іран     | Амін Тагізаде U-23      |
| 27 | ПЗ   | Іран     | Алі ШерагаліU-21        |
| 28 | НП   | Іран     | Аліреза Арджмандян U-21 |
| 29 | НП   | Бразилія | Лусіану Перейра Мендеш  |
| 33 |      | Іран     | Шахін Махмуді U-21      |
| 35 | ЗХ   | Іран     | Мохамад Моганлу U-21    |
| 40 | ЗХ   | Іран     | Бабак Хатамі            |
| 61 | НП   | Іран     | Масуд Ібрахімзаде       |
| 77 | ЗХ   | Іран     | Мостафа Екрамі          |
| –  | НП   | Іран     | Німа Мохтарі U-21       |
| –  | НП   | Іран     | Реза Халегіфар          |

## Керівництво клубу
| Посада                 | Ім'я                 |
| ---------------------- | -------------------- |
| Власник                | Мохаммад Реза Зонузі |
| Президент              | Голам Реза Самандар  |
| Віце-президент         | Джамшид Хатібі       |
| Голова Ради Дерикторів | Хамід Хоссейнзаде    |
| Тренер академії        | Аббас Агаеї          |

## Тренерський штаб
| Посада                     | Ім'я                   |
| -------------------------- | ---------------------- |
| Головний тренер            | Фараз Камальванд       |
| Помічник головного тренера | Амір Ходакарам         |
| Помічник головного тренера | Біджан Тахері          |
| Помічник головного тренера | Сатар Нобарімер        |
| Тренер                     | Мохаммад Фаршбаф       |
| Тренер                     | Фархад Кушакзаде       |
| Тренер                     | Аббас Агаеї            |
| Тренер воротарів           | Даріуш Есфандіарі      |
| Аналітик                   | Аліреза Мораді         |
| Лікар                      | Даріус Халіл Пуразар   |
| Фізіотерапевт              | Муса Наджмі            |
| Фізіотерапевт              | Хоссейн Атар Носраті   |
| Фізіотерапевт              | Сасан Ассаді Ескандані |
| Технічний директор         | Хассан Азарнія         |

## Відомі гравці
- Фардін Абедіні
- Аббас Агаеї
- Саїд Агаеї
- Мохаммад Алаві
- Джалаледдін Алімохаммаді
- Ахмад Амір Камдар
- Джабер Ансарі
- Алі Ансарян
- Мортеза Асаді
- Насер Азаркейван
- Саїд Баят
- Мердад Байрамі
- Мостафа Чатрабгун
- Саїд Дагігі
- Мохаммад Амін Дарвіши
- Мосен Делір
- Меран Дерахшан Мер
- Хамідреза Дівсалар
- Саїд Мехдіпур
- Мохаммад Ібрагімі
- Масуд Ібрахімзаде
- Мостафа Екрамі
- Ферейдун Фазлі
- Мосен Форузан
- Реза Ганізаде
- Иехді Горейши
- Шахрам Гударзі
- Мосен Хаміді
- Бабак Хатамі
- Мейсам Хоссейні
- Мосен Хоссейні
- Саман Наріман Джахан
- Мілад Джахані
- Мехді Карбалаеї
- Амір Хоссейн Карімі
- Реза Карімі
- Мохаммад Реза Халатбарі
- Реза Халегіфар
- Амін Хатібі
- Расул Хатібі
- Мехді Кіані
- Сіамак Кунавард
- Алі Реза Латіфі
- Мортеза Мафузі
- Фарзад Маджиді
- Мехді Мохаммадпур
- Алі Молаеї
- Іман Мусаві
- Асгар Надалі
- Мохаммад Хоссейн Наейджи
- Аліреза Нагізаде
- Мейсам Нагізаде
- Мохаммад Нассері
- Омід Незаміпур
- Мохаммад Носраті
- Мохаммад Нурі
- Давуд Нуши Суфіані
- Ехсан Палаван
- Расул Пірзаде
- Мехді Рахімзаде
- Пейман Ранджбарі
- Мехді Сеєд-Салехі
- Юсеф Сеєді
- Шахріяр Ширванд
- Даріуш Шоджаеян
- Амін Тагізаде
- Мердад Єганех
- Мохаммадреза Зейналхейрі
- Руслан Маджидов
- Георгі Георгієв
- Ману Батішта да Сильва
- Дієгу Шаваррі
- Сілаш Фейтоша Жозе Ді Соужа
- Жексон да Пайшау Напонусену
- Лусіану Перейра Мендеш
- Фернанду ді Жезуш Рібейру
- Матіас Чіаго
- Томас Манга
- Младен Лазаревич
- Кассім Гуязу
- Родріго Одріозола Лопес

## Відомі тренери
| Тренер                 | Роки                            |
| ---------------------- | ------------------------------- |
| Хоссейн Хатібі         | січень 2009 – березень 2010     |
| Фархад Каземі          | березень 2010 – грудень 2010    |
| Лука Боначич           | 15 грудня 2010 – 25 червня 2011 |
| Енгін Фірат            | 1 липня 2011 – 30 вересня 2011  |
| Мохаммад Хоссейн Зіаеї | жовтень 2011 – лютий 2012       |
| Хаді Баргізар          | лютий 2012 – липень 2012        |
| Расул Хатібі           | 1 липня 2012 – 2 січня 2014     |
| Мехді Тартар           | 2 січня 2014 – 3 жовтня 2014    |
| Фараз Камальванд       | 4 жовтня 2014–                  |